# Garrett Cooper
Garrett Nicholas Cooper (Torrance, 25 dicembre 1990) è un giocatore di baseball statunitense, prima base ed esterno sinistro per i Miami Marlins della Major League Baseball.